# Fesseln des Verrats
Fesseln des Verrats (jap. 裏切りは僕の名前を知っている, Uragiri wa Boku no Namae o Shitteiru, dt. „Der Verrat kennt meinen Namen“) ist eine Manga-Serie der japanischen Zeichnerin Hotaru Odagiri. Sie erschien von 2005 bis 2017 in Japan und lässt sich überwiegend dem Genre Fantasy zuordnen.

## Handlung
Der Junge Yuki wurde als Baby an einem Waisenhaus ausgesetzt. Dort wuchs er auf, bis er im Alter von 15 Jahren – inzwischen Schüler, bei allen beliebt und Mädchenschwarm – seltsame Fähigkeiten erhält. Durch bloße Berührung kann der die Gedanken seiner Mitmenschen lesen. Außerdem hat er seltsame Träume und erhält mysteriöse Drohbriefe. Eines Tages taucht Zess auf und rettet Yuki vor einem Auto und Yuki vertraut sich dem attraktiven Unbekannten an. Außerdem taucht Takashiro Giou auf, der Yukis Bruder sei und ihn nach Tokio holen will. Als Yuki von einem Freund aus dem Waisenhaus angegriffen wird, offenbart sich Zess als sein Beschützer, der für ihn kämpft. Denn Yukis Freund ist von einem Duras, einem Dämon, besessen, der Yuki töten will. Die Familie Giou kämpft seit langem gegen die Duras und ist nun auf Yukis Kräfte angewiesen. Zess ist ein übergelaufener Duras, dessen Aufgabe es ist Yuki zu schützen.

## Veröffentlichung
Der Manga erschien von 24. September 2005 (Ausgabe 11/2005) bis 24. April 2017 (Ausgabe 6/2017) im Magazin Asuka beim Verlag Kadokawa Shoten. Dieser brachte die Kapitel auch gesammelt in 13 Bänden (Tankōbon) heraus. 
Eine deutsche Übersetzung des Mangas erschien von Juli 2008 bis Mai 2018 komplett beim Carlsen Verlag. Yen Press veröffentlichte eine englische Fassung, Pika Édition eine französische und Kadokawa selbst eine chinesische in Taiwan.

## Anime-Adaption
Eine Adaption des Mangas als Anime-Serie für das japanische Fernsehen entstand 2010 bei J.C.Staff. Hauptautor war Natsuko Takahashi und Regie führte Katsushi Sakurabi. Mai Matsuura und Yumi Nakayama entwarfen die Charakterdesigns und die künstlerische Leitung lag bei Hirotsugu Kakoi. 
Die Serie wurde vom 12. April 2011 bis zum 20. September 2011 punkt Mitternacht (und damit am vorigen Fernsehtag) von Chiba TV erstmals ausgestrahlt, sowie mit Versatz auch auf TV Saitama, TV Kanagawa, Sun TV, TV Aichi, KBS Kyōto, Tokyo MX und TVQ Kyūshū. Eine englisch untertitelte Fassung wurde von Crunchyroll online veröffentlicht. 

### Synchronisation
| Rolle                | Japanische Stimme |
| -------------------- | ----------------- |
| Yuki Sakurai         | Sōichiro Hoshi    |
| Zess/Luka Crosszeria | Takahiro Sakurai  |

### Musik
Die Musik der Serie wurde komponiert von Shōgo Kaida. Für die beiden Vorspanne wurden die Lieder Uragiri no Nai Sekai made (裏切りのない世界まで) und Inishie (イニシエ) von Rayflower verwendet. Die Abspanntitel sind Aoi Ito (蒼い糸) und Kizuna (絆), ebenfalls beide von Rayflower.

## Rezeption
Die Zeitschrift Animania lobt den Manga als solides Shōjo-Genre-Werk. Fesseln des Verrats warte zwar nicht mit Neuem auf, sei aber gut erzählt und umgesetzt, auch wenn es „inhaltlich ein wenig überfrachtet wirkt“. Stilistisch bleibe die Künstlerin ihren früheren Werken wie Only the Ringfinger knows treu, verwende viele Hintergrundmuster und Rasterfolie. Dynamik entstehe durch die abwechslungsreich und frei gestalteten Panels. Trotz des äußeren Eindrucks handele es sich auch nicht um eine Shōnen-ai-Geschichte, auch wenn die Beziehung zwischen den beiden Hauptfiguren homoerotische Untertöne habe. Fans des homoerotischen Genres könne der Manga daher trotzdem gefallen, Shōjo-Fans sei er ohnehin zu empfehlen.